# Оральна регідратаційна терапія
Оральна регідратаційна терапія (англ. oral rehydration therapy; ОРТ) — спосіб заміщення рідини, що використовується для запобігання та лікування зневоднення організму, особливо яке виникає через діарею. Дегідратація (лат. dehydratatio) — це поширене порушення водно-електролітного обміну, стан, що характеризується дефіцитом води в організмі. При проведенні терапії відшкодування дегідратації перевагу слід надавати саме оральній регідратації як високоефективному, простому, доступному в амбулаторних домашніх умовах і недорогому методу. Протипоказань для проведення ОРТ нема. Включає вживання виготовлених амбулаторно розчинів, що містять воду, певні солі, харчову соду та сахарозу, або виготовлені у фабричних умовах сухі суміші, які перед проведенням терапії розчиняють водою. За оцінками, застосування пероральної регідратаційної терапії знижує ризик смерті від діареї аж до 93 %.
Рекомендований склад включає хлорид натрію, цитрат натрію, хлорид калію та глюкозу. Її можна замінити сахарозою, а цитрат натрію — бікарбонатом натрію, якщо він відсутній. Глюкоза допомагає транспортувати натрій з кишки через її стінку до кровотоку і, отже, втягти туди й воду. Вміст у розчинах натрію і калію повинен відповідати його середнім втратам при діареї, а концентрація глюкози має сприяти не тільки кишковій резорбції води, але й такому ж у канальцях нирок. Оптимальне всмоктування води з порожнини кишки найкраще з ізотонічних і легких гіпотонічних розчинів з осмолярністю 200—250 мосм/л. За даними Всесвітньої організації охорони здоров'я (ВООЗ), в порівнянні зі стандартним розчином ОРС розчин, який має знижену осмолярність, дозволяє скоротити на 33 % потребу в проведенні внутрішньовенних вливань. Крім того, такий розчин також дозволяє знизити частоту виникнення блювання на 30 % і випорожнень на 20 %. Доступний також ряд інших складів розчинів, включаючи такі, які можна зробити вдома, хоча використання домашніх розчинів ще недостатньо вивчено.

## Історичні факти
ОРТ була розроблена в 1940-х роках, але стала загальновживаною у 1970-і роки. Перший розчин для оральної регідратації був розроблений проте не для лікування хворих, а для відновлення функціонального стану спортсменів після тривалих і виснажливих змагань. За результатами багатогранних численних  досліджень у 1965 році в лабораторії Університету Флориди група дослідників розробила склад відновлювальноо регідратаційного напою для футбольної команди університету. Після позитивного досвіду застосування засобів для оральної регідратації у здорових людей її стали вивчати як метод терапії при різних хворобах. Оральна регідратаційна суміш (ОРС) для лікування зневоднення при інфекційних діарейних захворюваннях була створена в Міжнародному дослідницькому центрі з вивчення діарейних захворювань у Бангладеш наприкінці 1960-х років для лікування холери. На початку 1980-х термін «оральна регідратаційна терапія» стосувалася лише препарату, визначеного ВООЗ та ЮНІСЕФ. У 1988 році визначення було змінено через включення виготовлених вдома розчинів, оскільки офіцінальні розчини не завжди були доступними. Це визначення було знову змінено в 1988 році, щоб включити до нього продовження годування як відповідну супутню терапію. У 1991 році визначення стало «збільшення введених гідратаційних рідин», а в 1993 році — «збільшенням введених рідин і постійне годування».

## Актуальність
Цей спосіб лікування входить до списку основних лікарських засобів ВООЗ.

## Патофізіологічне підґрунття лікування
При гострих кишкових інфекціях відбувається порушення функціонування всіх механізмів абсорбції натрію з просвіту шлунково-кишкового тракту, крім ко-транспортера Na + глюкоза / інші розчинені органічні молекули навіть при пошкодженні епітелію кишки. Завдяки даному ко-транспортеру, абсорбуються натрій і вода, збільшується обсяг позаклітинної рідини без змін осмолярності крові. Це й використовується при створенні сучасних розчинів для пероральної регідратації.

## Використання
ОРТ є менш травматичним, ніж інші методики відновлення заміщення рідини, зокрема внутрішньовенне її заміщення. Легке та помірне зневоднення у дітей, які перебувають у відділеннях невідкладної допомоги, найкраще лікувати ОРТ. Особи, які приймають ОРТ, повинні повертатися до повноцінного раціону харчування впродовж 24–48 годин.

## Ефективність
ОРТ може знизити рівень летальності від діареї на 93 %. Дослідження ОРТ у 4 країнах, що розвиваються, також продемонстрували зв'язок між збільшенням використання препаратів ОРТ та зниженням летальності. При цьому ОРТ не впливає на тривалість діареї чи обсяг втрат рідини.

## Принципи застосування
Якщо у хворого з діареєю відсутні ознаки зневоднення, то основною метою регідратаційної терапії є профілактика його виникнення та поглиблення. Для цього вже з перших годин захворювання призначають пити підвищену кількість рідини:
- дітям молодше 2 років — по 50–100 мл після кожного випорожнення;
- дітям від 2 до 10 років — по 100—200 мл після кожного випорожнення;
- дітям старше 10 років і дорослим — стільки рідини, скільки вони бажають випити.

ОРТ має розпочинатися без зволікання, адже дегідратація починається після появи перших рідких, водянистих випорожнень, ще задовго до появи клінічних ознак зневоднювання.
Перед початком ОРТ слід оцінити ступінь дегідратації. Під цим розуміють поширене порушення водно-електролітного обміну, стан, що характеризується дефіцитом води в організмі. Часто цей патологічний процес перебігає з втратою певних електролітів (калій, натрій, хлор, магний тощо). ОРТ підходить для пацієнтів, хто має ознаки легкої чи помірної дегідратації. Оральну регідратацію в цій ситуації проводять у два етапи. Перший етап — за перші 4–6 години слід усунути водносольовий дефіцит. На цьому етапі призначають 30–100 мл ОРС на кг маси тіла. Критеріями ефективності першого етапу регідратації є:
- зникнення спраги,
- підвищення тургору тканин,
- зволоження слизових оболонок,
- збільшення діурезу,
- зникнення ознак порушення мікроциркуляції.

На другому етапі проводиться підтримуюча регідратація, що здійснюється залежно від поточних втрат рідини.
Хворі, в яких є тяжке зневоднення, повинні якомога швидше отримати внутрішньовенну регідратацію, щоб стрімко відновити об'єм рідини в організмі.
Слід припинити ОРТ (а також внутрішньовенне введення розчинів), якщо:
- блювання затягується,
- незважаючи на належне введення, ознаки зневоднення погіршуються,
- незважаючи на введення ОРТ, хворий не може пити через зниження рівня свідомості або є ознаки кишкової непрохідності.

ОРТ також може бути протипоказане пацієнтам, які перебувають у шоці через порушення захисних рефлексів дихальних шляхів. Короткочасне блювання не є протипоказанням для проведення ОРТ. Хворі, у яких блювання подовжується, мають вживати розчин для пероральної регідратації повільно і безперервно, що допомагає усунути блювання.

## Розчини для ОРТ

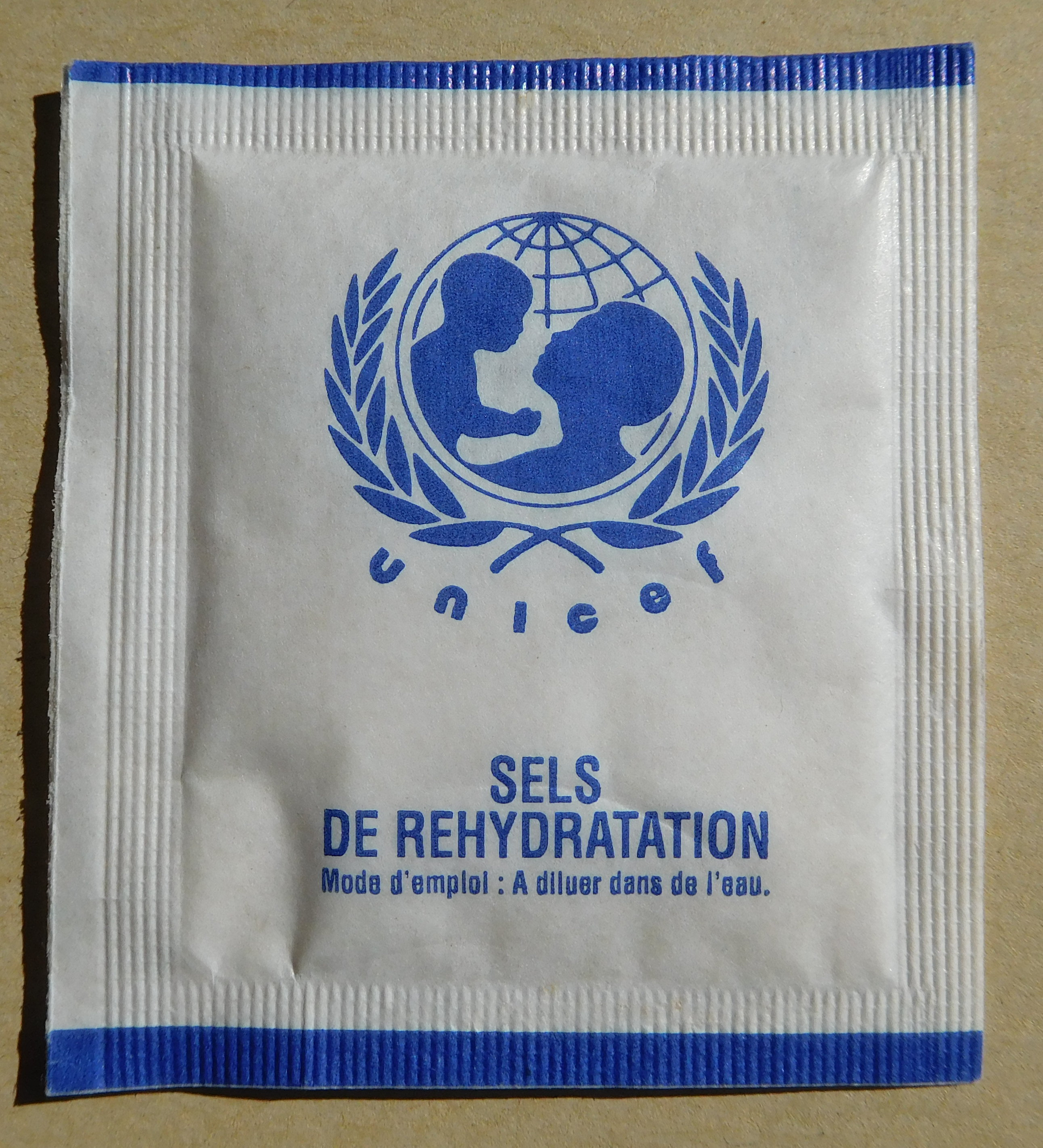
Стандартний пакет ОРС

ВООЗ та ЮНІСЕФ спільно розробили офіційні настанови щодо виготовлення розчину для пероральної регідратації та солей для неї (оральні регідратаційні суміші або ОРС). Комерційні препарати доступні як заздалегідь підготовлені рідини або пакети оральних регідратаційних солей у суміші, готові до змішування з водою.
Традиційний припис ОРС містить на 1 літр води натрію хлорид 2,6 грами, калію хлорид 1,5 г, цитратний лужний буфер 2,9 г та безводну глюкозу 13,5 г.
ВООЗ рекомендує розчини для ОРС у вигляді сумішей, які слід змішати перед вживанням з водою. Пакет с порошком ОРС розчиняють в 1 л води для отримання розчину, що містить такі інгредієнти в ммоль/л:
- Для звичайного ОРС: натрію 90, калію 20, хлориду 80, цитрату 10 і глюкози 111 (стандарт 1 ВООЗ);
- Для ОРС зі зниженою осмолярністю: натрію 75, калію 20, хлориду 65, цитрату 10 і глюкозы 75 (стандарт 2 ВООЗ).

Оптимальною рідиною для негайного виготовлення розчину для пероральної регідратації є чиста вода. Однак, якщо її немає, необхідно використовувати будь-яку доступну воду. Не слід не готувати розчин для пероральної регідратації просто тому, що наявна вода потенційно небезпечна — регідратація має пріоритетне значення.
Базовий розчин для ОРТ можна приготувати, коли пакети ОРС відсутні. Молярне співвідношення сахарози до солі має бути 1:1, а розчин не повинен бути гіперосмолярним. Вироблення суміші трохи розведеною (з більш ніж 1 літром чистої води) не шкодить.
Також у рамках ОРТ рекомендується додавання цинку в розрахунку 10-20 мг на день упродовж 10-14 днів, щоб зменшити тяжкість і тривалість захворювання й зробити рецидив хвороби менш ймовірним. Препарати доступні у вигляді розчину сульфату цинку для дорослих, модифікованого розчину для дітей та у формі таблеток.

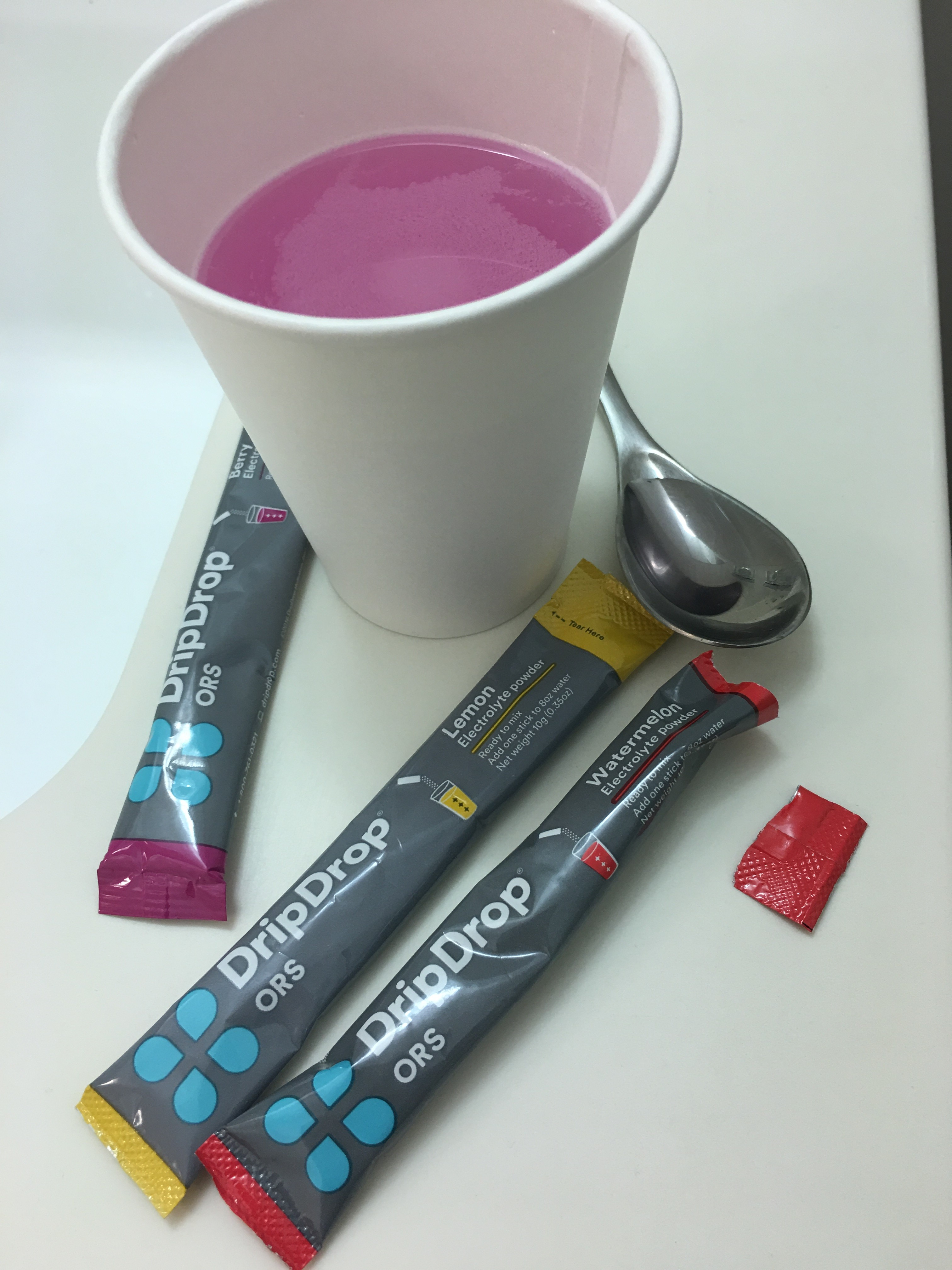
Сухі суміші для ОРТ розводяться водою для вживання

Якщо пакети з ОРС і відповідні чайні ложки для вимірювання сахарози та солі відсутні, рекомендується використовувати виготовлені вдома каші, супи тощо для сприяння підтриманню гідратації.
У 2003 році ВООЗ та ЮНІСЕФ рекомендували зменшити осмолярність розчинів для ОРТ з 311 до 245 мОсм/л. Ця ґрунтувалося на численних клінічних дослідженнях, які продемонстрували, що розчин зі зниженою осмолярністю зменшує об'єм випорожнень у дітей з діареєю приблизно на 25 % і потребу у внутрішньовенному введенні сольових розчинів приблизно на 30 % порівняно зі стандартними пероральними розчинами для регідратації. Частота блювання також зменшувалася. Розчин для пероральної регідратації зі зниженою осмолярністю має нижчі концентрації глюкози та хлориду натрію, ніж вихідний розчин, але концентрації калію та цитрату не змінилися. Разом з тим, критикується розчин зі зниженою осмолярністю для лікування дорослих хворих на холеру через недостатню кількість натрію.
Оригінальна ОРС (90 ммоль натрію / л) та діюча ОРС зі зниженою осмолярністю (75 ммоль натрію / л) містять занадто багато натрію та занадто мало калію для дітей з тяжким зневодненням внаслідок діареї. Таким дітям рекомендується ReSoMal (розчин для регідратації при недоїданні). Він містить менше натрію (45 ммоль / л) і більше калію (40 ммоль / л). ВООЗ рекомендує 10 мл ReSoMal на кілограм ваги протягом кожних перших двох годин, згодом продовжувати з такою ж швидкістю або повільніше на основі спраги дитини та постійних втрат з випорожненнями, маючи на увазі, що сильно зневоднена дитина може бути млявою. Якщо дитина погано п'є, слід використовувати назогастральний зонд. Внутрішньовенне введення сольових розчинів не слід застосовувати для регідратації, за винятком випадків дегідратаційного шоку, і то лише обережно, вводячи розчини повільно, щоб уникнути перевантаження кровоносного об'єму та серця.
Окрім зниження осмолярності ОРС за рахунок зниження в них концентрації натрію та глюкози, запропоновані й інші шляхи підвищення їхньої ефективності. Одним з них була заміна глюкози на полімерні молекули. Полімери глюкози, як то амілопектини чи мальтодекстрини, завдяки поступовому розщепленню дають можливість зменшити осмолярність розчину і разом з тим забезпечити потрібну кількість молекул глюкози для транспорту натрію в тонкій кишці. Глюкозні полімери повільно розщеплюються, й глюкоза, яка при цьому виділяється, посилює зворотне всмоктування води й електролітів, що секретуються в просвіт кишки під час діареї. Полімери також здатні зменшити вплив зниженої толерантності до глюкози, що може виникати під час гострих кишкових інфекцій, позитивно впливаючи на прояви діареї. Крім цього, мальтодекстрини мають властивості пребіотиків — здатні стимулювати ріст біфідобактерій у кишках. Для отримання цих полімерів зазвичай використовується часткова гідролізація крохмалю рослин, таких як рис, кукурудза, картопля, пшениця, сорго тощо. Раніше такі продукти готувались безпосередньо перед вживанням і потім змішувались з солями для регідратації. Нині доступними стали розчини на основі полімерів глюкози у вигляді готового для розчинення у воді порошку.

## Особливості застосування ОРТ при деяких хворобах
При підозрі на холеру призначається антибіотик, до якого V. cholerae є чутливим. Це зменшує втрату об'єму рідини внаслідок діареї на 50 % і скорочує тривалість діареї приблизно до 48 годин, що зменшує й об'єм ОРТ.
У 1831 році Вільям Брук О'Шонессі визначив втрату води та солей у випорожненнях хворих на холеру, і призначав внутрішньовенну рідинну терапію. Призначення гіпертонічної внутрішньовенної терапії знизило рівень летальності від холери з 70 до 40 %. Така терапія стала «золотим стандартом» для лікування середньої та тяжкої дегідратації.
У 1953 році індійський лікар Хемендра Нат Чаттерджі опублікував свої результати лікування хворих на холеру, методом ОРТ. Він першим сформулював і продемонстрував ефективність ОРС при діареї. У складі ого розчину для ОРС було 4 г хлориду натрію, 25 г глюкози та 1000 мл води.
Роберт А. Філліпс спробував створити ефективне рішення ОРТ на основі свого відкриття, що у присутності глюкози натрій і хлорид можуть абсорбуватися у пацієнтів з холерою. Однак зусилля Філліпса зазнали невдачі, оскільки рішення, яке він запропонував, створювало надмірно гіпертонічний розчин.
На початку 1960-х років біохімік Роберт К. Крейн описав механізм спільного транспорту натрію і глюкози та його роль у всмоктуванні електролітів у кишечнику. У 1967—1968 роках Норберт Гіршхорн і Натаніель Ф. Пірс, працюючи в Індії, показали, що люди з тяжкою холерою можуть поглинати глюкозу, сіль і воду, й що це може відбуватися в достатній кількості для підтримки гідратації.
При легких формах холери ОРТ дає час організму впоратися зі збудником, не відбутися тяжкій дегідратації та зрештою не довести стан до необхідності проведення внутрішньовенної регідратації. У рекомендаціях ВООЗ 2005 року з лікування діарей відзначена краща ефективність полімерних розчинів для ОРТ та рекомендується використовувати їх, зокрема, при холері.